# 福岡県道474号飯塚直方自転車道線
福岡県道474号飯塚直方自転車道線（ふくおかけんどう474ごう いいづかのおがたじてんしゃどうせん）は、福岡県飯塚市から直方市に至る一般県道（自転車道）である。

## 概要
全線が自転車道に指定されており、ほぼ全線にわたって遠賀川と、飯塚市北部ではJR九州筑豊本線と並行している。「遠賀川河川敷サイクリング道路」という別称もある。

### 路線データ
- 起点：福岡県飯塚市新立岩
- 終点：福岡県直方市大字下境

## 地理

### 通過する自治体
- 福岡県
  - 飯塚市 - 直方市

### 交差する道路
- 国道201号
- 国道200号
- 福岡県道22号田川直方線

### 沿線
- 遠賀川
- 飯塚市役所
- 福岡地方裁判所飯塚支部・直方支部
- JR九州筑豊本線
  - 鯰田駅
  - 小竹駅
  - 勝野駅
  - 直方駅
- 直方市役所
- 直方市石炭記念館